# Buenos Aires Trap
El festival Buenos Aires Trap es un evento musical de trap latino que se realiza anualmente en Buenos Aires desde 2019. Su primera edición se llevó a cabo el 23 de febrero de dicho año en el Hipódromo de Palermo y se detuvo primeramente por la Pandemia de COVID-19.

## Historia y ediciones

### Buenos Aires Trap 2018
A finales de 2018 se anunció la primera fecha del evento con fecha a realizarse en el Hipódromo de Palermo. Las entradas estuvieron a la venta desde el 14 de diciembre de 2018 en adelante. El primer festival se realizó el 23 de febrero de 2019 y su lineup estuvo encabezado por Bad Bunny, Duki, Cazzu, Khea, Ecko y Kidd Keo. También se presentaron por primera vez los extranjeros DrefQuila, Big Soto, junto a nacionales Bardero$, YSY A, entre otros. Al festival asistieron más de 20 mil personas y lo cerró Bad Bunny en condición de sold-out.

### Buenos Aires Trap 2019
Tras el éxito del primer evento, se produce el anuncio de la segunda edición programada para el mismo año. La fecha fue el 30 de noviembre del mismo año en el Hipódromo de Palermo nuevamente. El lineup estuvo encabezado por Duki, Khea, C. Tangana, Nicki Nicole, Bizarrap, C.R.O, Neo Pistea, Ca7riel y Paco Amoroso. El evento tuvo más de 25 mil asistentes e incluyó actuaciones estelares (por primera vez) de Dillom, Polimá Westcoast, Alemán, Young Cister, Delaossa, entre otros.

### Buenos Aires Trap 2020
En el marco de la la pandemia de COVID-19, se suspendió el festival presencial y se pacto para ser emitido en streaming para todo público el 26 de noviembre de 2020. Tras el fallecimiento de Diego Armando Maradona, en Argentina se produjo un duelo nacional y se postergó el festival. El 3 de diciembre de 2020, se llevó a cabo en el Movistar Arena y fue emitido de manera digital y gratuita en YouTube en conjunto a las plataformas de streaming de Movistar TV, que fue sintonizado por más de un millón de personas. En las actuaciones principales se encontraron Bizarrap, Duki, Nicki Nicole, Neo Pistea, Trueno, Lit Killah, Tiago PZK, La Joaqui, entre otros.

### Buenos Aires Trap 2024
En abril de 2024 las redes sociales del festival anunciaron su vuelta. Con fecha de información de la vuelta con locación y entradas para el día 25 de abril. El festival se desarrolló por dos días seguidos, precisamente el 7 y 8 de diciembre en el Parque de la Ciudad. Al evento asistieron aproximadamente entre 50 y 60 mil personas por día.